# Крушение поезда в Катанге (2014)
22 апреля 2014 года грузовой поезд сошёл с рельсов недалеко от моста Катонгола, Демократическая республика Конго. В момент аварии поезд перевозил сотни нелегальных пассажиров, ввиду чего крушение привело к гибели 48 человек, более 150 были ранены.

## Фон
Железнодорожная система Демократической Республики Конго (ДРК) плохо обслуживается и находится в плохом состоянии после нескольких лет вооружённого конфликта в стране. Большая часть системы была построена в колониальный период и лишь незначительно ремонтировалась с момента окончания бельгийского господства в 1960 году до начала недавней программы, финансируемой Всемирным банком. Сотрудники Конголезской железнодорожной компании (SNCC), общественной железнодорожной компании страны, часто нелегально продают билеты пассажирам, чтобы повысить свои доходы. Другие люди просто прыгают на поездах, посредством чего путешествуют по регионам страны. Крушения поездов являются довольно частыми в результате перегрузки составов и плохой инфраструктуры. В 2007 году погибло более 100 человек, когда грузовой поезд сошёл с рельсов в Касаи.

## Крушение
С 10:00 до 11:00 по местному времени (UTC/GMT +2:00 часа) 22 апреля 2014 года грузовой поезд сошёл с рельсов около Катонголы, около 65 километров (40 миль) к северу от Камины в провинции Катанга, Демократическая Республика Конго. С рельсов сошли оба локомотива поезда и 15 из 19 вагонов.
Хотя этот поезд и не был пассажирским, в нём находились сотни пассажиров во время аварии. По словам очевидцев, поезд был заполнен пассажирами как внутри вагонов, так и на их крышах. Несмотря на то, что катастрофа произошла утром, спасатели не прибыли на место крушения до начала вечера. Армейские медики и персонал миссии ООН в ДРК помогали тяжёлым краном освобождать людей, погребённых под грудами обломков. Согласно первоначальным сообщениям, как минимум 63 человека погибли в результате катастрофы, но впоследствии было объявлено, что число погибших составило 48. Ещё 160 человек получили ранения, 12 из них были ранены серьёзно.

## Причины
Первоначально в ходе расследования было предположено, что поезд ехал со скоростью около 61 км/ч (38 миль/ч), что выше установленного ограничения по скорости в 40 км/ч (25 миль/ч). Поезд был не в состоянии замедлиться в достаточной степени, чтобы обойти изгиб на трассе, и сошёл с рельсов. Согласно Ламберту Менде, пресс-секретарю правительства, поезд, видимо, превысил скорость из-за отказа двигателя.